# Маунт-Саведж (Меріленд)
Маунт-Саведж (англ. Mount Savage) — переписна місцевість (CDP) в США, в окрузі Аллегені штату Меріленд. Населення — 733 особи (2020).

## Географія
Маунт-Саведж розташований за координатами 39°41′50″ пн. ш. 78°52′35″ зх. д. / 39.69722° пн. ш. 78.87639° зх. д. (39.697167, -78.876429).  За даними Бюро перепису населення США в 2010 році переписна місцевість мала площу 2,39 км², уся площа — суходіл.

## Демографія
Згідно з переписом 2010 року, у переписній місцевості мешкали 873 особи в 338 домогосподарствах у складі 236 родин. Густота населення становила 366 осіб/км².  Було 384 помешкання (161/км²).
Расовий склад населення:
| - 96,4 % — білих - 0,6 % — чорних або афроамериканців - 0,1 % — азіатів - 1,3 % — осіб інших рас |

До двох чи більше рас належало 1,6 %. Частка іспаномовних становила 1,6 % від усіх жителів.
За віковим діапазоном населення розподілялося таким чином: 23,1 % — особи молодші 18 років, 60,4 % — особи у віці 18—64 років, 16,5 % — особи у віці 65 років та старші. Медіана віку мешканця становила 40,3 року. На 100 осіб жіночої статі у переписній місцевості припадало 98,0 чоловіків;  на 100 жінок у віці від 18 років та старших — 93,4 чоловіків також старших 18 років.
Середній дохід на одне домашнє господарство  становив 55 936 доларів США (медіана — 51 111), а середній дохід на одну сім'ю — 58 733 долари (медіана — 53 229). За межею бідності перебувало 7,5 % осіб, у тому числі 0,0 % дітей у віці до 18 років та 4,1 % осіб у віці 65 років та старших.
Цивільне працевлаштоване населення становило 356 осіб. Основні галузі зайнятості: освіта, охорона здоров'я та соціальна допомога — 21,9 %, роздрібна торгівля — 14,3 %, фінанси, страхування та нерухомість — 12,9 %, мистецтво, розваги та відпочинок — 11,8 %.